# Egernia
Die Stachelschwanz-Skinke der Gattung Egernia leben in Australien und zeigen oftmals ein hochentwickeltes soziales Verhalten.

## Systematik
Die Egernia-Gruppe, die ursprünglich die Gattungen Corucia, Cyclodomorphus, Egernia und die Blauzungenskinke (Tiliqua) enthielt, und die eng mit den Helmskinken (Tribolonotus) verwandt ist, ist morphologisch gut definiert. Während die Gattungen Corucia, Cyclodomorphus und die Blauzungenskinke (Tiliqua) morphologisch leicht definiert werden können, wurden in der Gattung Egernia die restlichen Arten zusammengefasst. Aber schon im 19. Jahrhundert war man der Ansicht, dass diese Gattung sehr heterogen ist. Die genauen Verwandtschaftsverhältnisse wurden aber erst durch molekularbiologische Untersuchungen 2008 geklärt. Im Zuge dieser Untersuchungen wurde die Gattung Egernia in die vier Gattungen Bellatorias, Egernia, Liopholis und Lissolepis aufgespalten. Dieser Artikel beschreibt die Gattung Egernia im obigen, engerem Sinne.

## Merkmale
Die Arten der Gattung Egernia sind mittelgroße bis große Echsen, die erwachsen eine eigentliche Körperlänge (Schnauze bis Anus) von 10–24 cm erreichen. Kopf und Körper sind meist vertikal gestaucht. In der Körpermitte befinden sich 24–46 Schuppenreihen. Am Rücken variieren die Schuppen von Art zu Art: es treten sowohl glatte als auch mehrfach gekielte Schuppen wie auch Stachelschuppen auf. Die Schuppenreihe unter den Augen ist unvollständig. Die Augen sind relativ klein, ihre Lider haben die gleiche Farbe wie die sie umgebenden Schuppen.

## Arten

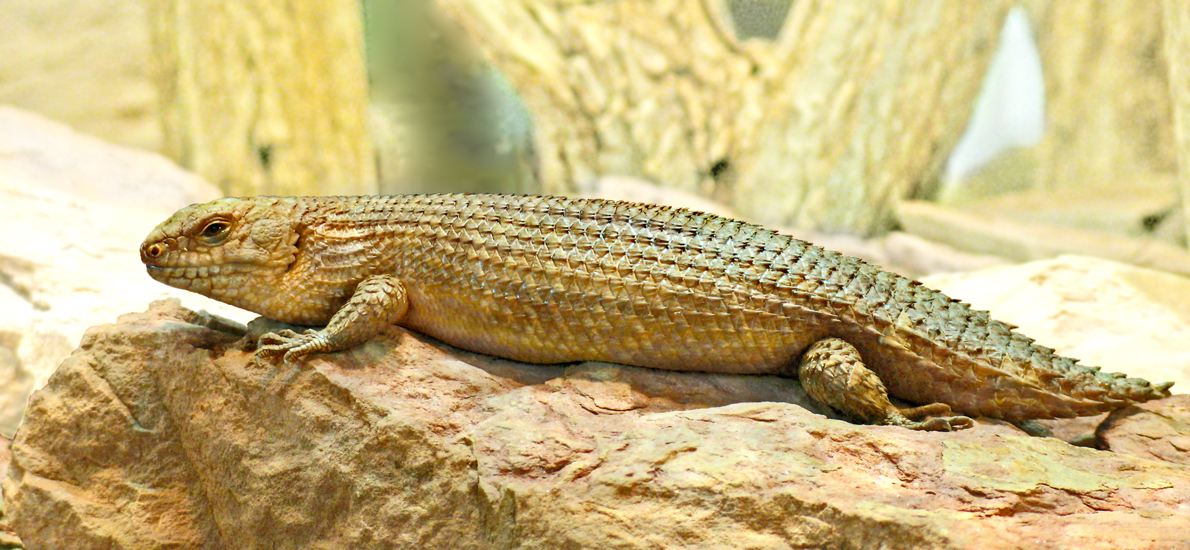
Stoke’s Skink (Egernia stokesii)

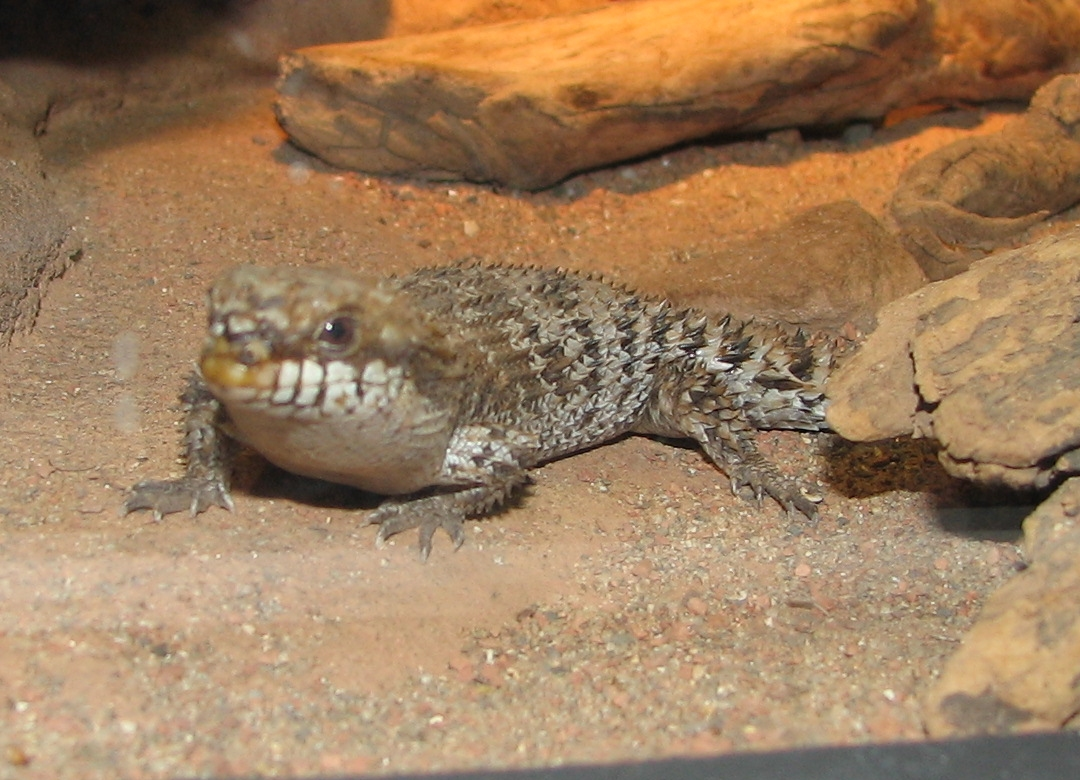
Egernia depressa

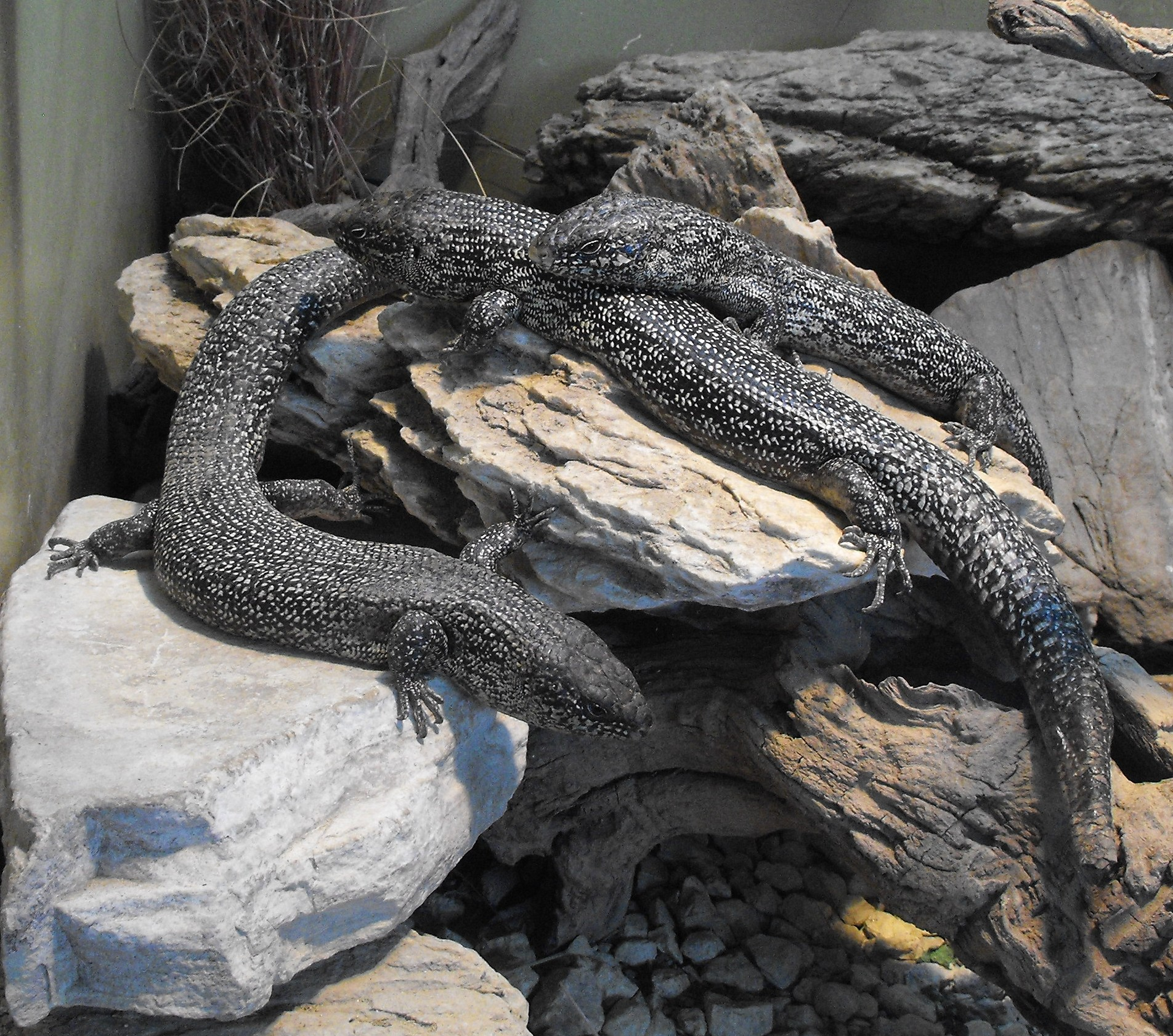
King’s Skink (Egernia kingii)

Die Gattung Egernia kennt 17 Arten, nämlich:
- Egernia cunninghami (Gray, 1832) – Cunningham's Skink: lebt in Gruppen von 2–26 Individuen in Südost Australien, wird den Schwanz eingeschlossen bis 46 cm lang, wirft im Januar/Februar ca. 6 Junge, bevorzugt felsiges Terrain, Pflanzenfresser. Feinde: Schlangen. Cunningham's Skink erreicht ein Alter von über 20 Jahren und ist in South Australia geschützt.
- Egernia cygnitos Doughty, Kealley & Donnellan, 2011
- Egernia epsisolus (Günther, 1875) – Zwerg-Stachelschwanzskink, lebt in Familiengruppen in Süd- und Westaustralien, wird den Schwanz eingeschlossen bis 16 cm lang, wirft 2–3 Junge, bevorzugt Wüsten und Buschgelände.
- Egernia douglasi Glauert, 1956 – Wird in Australien Kimberley Crevice-Skink genannt. Lebt an Western Australians Nordküste Kimberley in felsigem Terrain auf Bäumen und wird den Schwanz eingeschlossen bis 34 cm lang. Bringt lebende Junge auf die Welt.
- Egernia eos Doughty, Kealley & Donnellan, 2011
- Egernia formosa Fry, 1914 – Wird in Australien Goldfield's Crevice Skink genannt. Er lebt in Western Australia in felsigem Terrain auf Bäumen und im Buschland und wird den Schwanz eingeschlossen bis 20 cm lang. Bringt 2–3 lebende Junge auf die Welt.
- Egernia hosmeri Kinghorn, 1955 – Hosmer's Stachelschwanz-Skink. Lebt in Waldgebieten des Northern Territory und von Queensland in Familiengruppen von 2–9 Individuen und wird den kurzen Schwanz eingeschlossen bis 24 cm lang. Bringt im späten August 2 lebende Junge auf die Welt. Der Pflanzenfresser wird 12–24 Jahre alt.
- Egernia kingii (Gray, 1838) – King's Skink. Lebt in Familiengruppen in offenen Waldgebieten von Westaustralien am Boden und wird den langen Schwanz eingeschlossen bis 36 cm lang. Vom Allesfresser in der Jugend wechselt er später zum Pflanzenfresser. Bringt im April 4–6 lebende Junge auf die Welt.
- Egernia mcpheei Wells & Wellington, 1984 – Wird in Australien McPhee’s Egernia  genannt. Lebt in Familiengruppen von 5–8 Individuen in felsigem Terrain und teilweise auch auf Bäumen in küstennahen Gebieten von Queensland und New South Wales. Er wird den langen Schwanz eingeschlossen bis zu 28 cm lang und wirft im Januar/Februar 3–5 Junge.
- Egernia napoleonis (Gray, 1838) – wird South-western Crevice-Skink genannt und lebt in Western Australia in offenen Wäldern. Er wird mit seinem recht langem Schwanz bis zu 28 cm lang und wirft im Frühjahr 2–4 Junge. Dieser Skink ist ein Allesfresser. Ihm stellt die Rautenpython (Morelia spilota variegata) nach.
- Egernia pilbarensis Storr, 1978 – Über diese im steinigen Grasland von Western Australia lebende Skinkart ist nicht viel bekannt. Ihren langen Schwanz eingerechnet wird sie bis zu 28 cm lang.
- Egernia richardi Peters, 1869 – auch über diese im westlichen Australien vorkommende Skinkart, die ihren langen Schwanz eingerechnet bis zu 21 cm lang wird, ist nicht viel bekannt.
- Egernia rugosa (De Vis, 1888) – Yakka Skink. Der Yakka Skink ist mit 40 cm Gesamtlänge die größte Art der Gattung Egernia. Von diesem seltenen, am Boden im Waldland von Queensland lebenden Skink waren keine genetischen Daten erhältlich. Er wird aufgrund morphologischer Eigenschaften (z.Bsp. kleine Augen) vorläufig der Gattung Egernia zugeordnet. Manche Autoren sehen aufgrund seiner Größe eine Verwandtschaft zu den Arten der Gattung Bellatorias, etwa zum Riesen-Stachelskink. Er ist in Queensland geschützt.
- Egernia saxatilis Cogger, 1960 – Dieser kleine felsiges Wald-Terrain bevorzugende Skink wird in Australien Black Rock Skink genannt. Er wirft im Frühjahr 1–5 Junge. Er ist ein Allesfresser und wird sowohl von Schlangen (Australische Kupferköpfe (Austrelaps ramsayi)) als auch vom Riesenbeutelmarder (Dasyurus maculatus) verfolgt.
- Egernia stokesii (Gray, 1845) – Der Stoke’s Skink kommt in mehreren Unterarten fast in ganz Australien vor. Er hat einen sehr kurzen Schwanz und wird bis zu 25 cm lang. Im Frühjahr bringt er durchschnittlich 5 Junge zur Welt. Er erreicht ein Alter von 10–25 Jahren. Zu seinen Feinden zählen Schlangen, Vögel, Fuchs und Katzen. Die Unterart E. stokesii aethiops ist in Western Australia am Aussterben.
- Egernia striolata (Peters, 1870) – Der kleine Baum-Stachelskink lebt im östlichen Australien im offenen Waldland auf Bäumen. Er ist ein Allesfresser. Ihm stellen Schlangen und Katzen nach.

## Lebensweise
Die Egernia-Arten weisen – so weit bekannt – eine hohe Lebensdauer auf. Sie reifen spät. Alle Arten sind lebendgebärend. Mehrere Arten leben in Familiengruppen, wobei die Jungen bis zu ihrer Reifung bei den Eltern bleiben (Stokes’ Skink: 5 Jahre). Beim Stokes’ Skink ist die Todesrate bei Jungtieren ist mit 66 % im ersten Lebensjahr sehr hoch, von anderen Arten fehlen Angaben dazu.
Das Paarungsverhalten von E. stokesii, E. cunninghami und E. saxatilis weist – auch genetisch – auf strenge Monogamie hin. Die Tiere leben in langjährigen, stabilen Familiengruppen. Diese Egernia-Arten vermeiden aber Inzucht aufgrund gewisser Verhaltensmechanismen. Verwandte Tiere erkennen einander, was bei Schuppenkriechtieren recht ungewöhnlich ist.
Die meisten Arten suchen Unterschlupf in Felsspalten, Höhlen am Boden oder unter Laub. Viele markieren ihr Gebiet durch ihren Kot, der immer an der gleichen Stelle abgelegt wird.

## Evolution
Es wird angenommen, dass der Vorfahre der Gattung Egernia , möglicherweise Mabuya multifasciata, im Pliozän über die Landbrücke der Torres-Straße von Neuguinea kommend in Australien eingewandert ist und in den Regenwäldern von Queensland heimisch wurde. Eiszeiten und Trockenperioden haben dann zur Diversifizierung dieser Skinke beigetragen, die sich in der Folge über ganz Australien ausgebreitet haben.